# Tunç Başaran
Tunç Başaran   (Istanbul, 1 d'octubre de 1938 - Istanbul, 18 de desembre de 2019) va ser un guionista, productor i director de cinema turc. També va actuar, com a personatge secundari, en algunes de les seves pel·lícules. Tunç Başaran va ser el segon director amb més premis (tres) Altın Koza al Festival Internacional de Cinema d'Adana, després de Yılmaz Güney (que en va guanyar sis), També va ser l'invitat d'honor del 16è Festival de Pel·lícules Curtes d'Esmirna.